# Yūbari (Hokkaidō)
Yūbari (夕張市 Yūbari-shi?) es una ciudad localizada en la subprefectura de Sorachi, Hokkaidō, Japón. En junio de 2019 tenía una población estimada de 7.998 habitantes y una densidad de población de 10,5 personas por km². Su área total es de 763,07 km².
La ciudad es famosa por sus melones y un festival de cine fantástico, que no fue celebrado en 2006 debido a la crisis local.

## Historia
La ciudad fue fundada el 1 de abril de 1943, como una ciudad minera. Cuando el carbón se extraía a pleno rendimiento, la población llegó a alcanzar las 120.000 personas. Al clausurarse las minas en los años 1980, se intentó reconvertir la base económica hacia el turismo. El gobierno central otorgó subsidios, y aunque el gobierno local se endeudó para construir atracciones turísticas, no acudieron los visitantes esperados. En 2007 la ciudad estaba prácticamente en quiebra, y el gobierno central se desentendió del problema. Aproximadamente la mitad de los cargos públicos renunciaron a sus puestos en marzo de 2007, en un intento de reducir la citada crisis. En 2008, los servicios públicos fueron reducidos a un mínimo para reducir gastos, y los fracasados parques temáticos y museos están en venta.

## Geografía

### Localidades circundantes
- Subprefectura de Sorachi
  - Ashibetsu
  - Iwamizawa
  - Kuriyama
  - Mikasa
  - Yuni
- Subprefectura de Iburi
  - Atsuma
  - Mukawa
- Subprefectura de Kamikawa
  - Minamifurano
  - Shimukappu

### Clima
| Parámetros climáticos promedio de Yūbari (1991–2020) | Parámetros climáticos promedio de Yūbari (1991–2020) | Parámetros climáticos promedio de Yūbari (1991–2020) | Parámetros climáticos promedio de Yūbari (1991–2020) | Parámetros climáticos promedio de Yūbari (1991–2020) | Parámetros climáticos promedio de Yūbari (1991–2020) | Parámetros climáticos promedio de Yūbari (1991–2020) | Parámetros climáticos promedio de Yūbari (1991–2020) | Parámetros climáticos promedio de Yūbari (1991–2020) | Parámetros climáticos promedio de Yūbari (1991–2020) | Parámetros climáticos promedio de Yūbari (1991–2020) | Parámetros climáticos promedio de Yūbari (1991–2020) | Parámetros climáticos promedio de Yūbari (1991–2020) | Parámetros climáticos promedio de Yūbari (1991–2020) |
| Mes                                                  | Ene.                                                 | Feb.                                                 | Mar.                                                 | Abr.                                                 | May.                                                 | Jun.                                                 | Jul.                                                 | Ago.                                                 | Sep.                                                 | Oct.                                                 | Nov.                                                 | Dic.                                                 | Anual                                                |
| ---------------------------------------------------- | ---------------------------------------------------- | ---------------------------------------------------- | ---------------------------------------------------- | ---------------------------------------------------- | ---------------------------------------------------- | ---------------------------------------------------- | ---------------------------------------------------- | ---------------------------------------------------- | ---------------------------------------------------- | ---------------------------------------------------- | ---------------------------------------------------- | ---------------------------------------------------- | ---------------------------------------------------- |
| Temp. máx. abs. (°C)                                 | 6.6                                                  | 11.6                                                 | 14.4                                                 | 26.2                                                 | 31.3                                                 | 31.6                                                 | 35.0                                                 | 34.9                                                 | 31.5                                                 | 24.4                                                 | 19.0                                                 | 11.5                                                 | 35.0                                                 |
| Temp. máx. media (°C)                                | -2.7                                                 | -1.7                                                 | 2.4                                                  | 9.9                                                  | 17.0                                                 | 20.6                                                 | 23.7                                                 | 24.4                                                 | 20.7                                                 | 14.1                                                 | 6.3                                                  | -0.6                                                 | 11.2                                                 |
| Temp. media (°C)                                     | -6.6                                                 | -6.0                                                 | -1.8                                                 | 4.5                                                  | 10.9                                                 | 15.0                                                 | 18.8                                                 | 19.6                                                 | 15.6                                                 | 8.9                                                  | 2.1                                                  | -4.2                                                 | 6.4                                                  |
| Temp. mín. media (°C)                                | -11.1                                                | -10.8                                                | -6.4                                                 | -0.3                                                 | 5.5                                                  | 10.5                                                 | 15.2                                                 | 16.0                                                 | 11.3                                                 | 4.2                                                  | -1.8                                                 | -8.1                                                 | 2                                                    |
| Temp. mín. abs. (°C)                                 | -21.6                                                | -23.6                                                | -19.5                                                | -13.8                                                | -2.8                                                 | 1.2                                                  | 5.1                                                  | 7.1                                                  | 0.2                                                  | -3.8                                                 | -13.3                                                | -19.0                                                | -23.6                                                |
| Precipitación total (mm)                             | 115.3                                                | 82.0                                                 | 78.5                                                 | 78.4                                                 | 107.1                                                | 86.4                                                 | 129.8                                                | 185.6                                                | 156.0                                                | 119.7                                                | 129.5                                                | 131.5                                                | 1399.8                                               |
| Nevadas (cm)                                         | 225                                                  | 172                                                  | 132                                                  | 34                                                   | 0                                                    | 0                                                    | 0                                                    | 0                                                    | 0                                                    | 3                                                    | 84                                                   | 230                                                  | 880                                                  |
| Días de lluvias (≥ 1 mm)                             | 19.0                                                 | 16.3                                                 | 14.9                                                 | 12.5                                                 | 12.0                                                 | 10.1                                                 | 10.8                                                 | 12.3                                                 | 12.2                                                 | 14.5                                                 | 17.0                                                 | 20.2                                                 | 171.8                                                |
| Días de nevadas (≥ 1 mm)                             | 18.7                                                 | 16.4                                                 | 14.5                                                 | 5.0                                                  | 0                                                    | 0                                                    | 0                                                    | 0                                                    | 0                                                    | 0.4                                                  | 6.6                                                  | 18.7                                                 | 80.3                                                 |
| Horas de sol                                         | 94.7                                                 | 103.7                                                | 142.5                                                | 160.4                                                | 186.1                                                | 160.8                                                | 132.8                                                | 142.0                                                | 153.7                                                | 134.9                                                | 90.9                                                 | 80.1                                                 | 1582.6                                               |
| Fuente n.º 1: Agencia Meteorológica de Japón         |                                                      |                                                      |                                                      |                                                      |                                                      |                                                      |                                                      |                                                      |                                                      |                                                      |                                                      |                                                      |                                                      |
| Fuente n.º 2: Agencia Meteorológica de Japón         |                                                      |                                                      |                                                      |                                                      |                                                      |                                                      |                                                      |                                                      |                                                      |                                                      |                                                      |                                                      |                                                      |

## Demografía
Según los datos del censo japonés, esta es la población de Yūbari en los últimos años.
| 1995   | 2000   | 2005   | 2010   | 2015  |
| ------ | ------ | ------ | ------ | ----- |
| 17.116 | 14.791 | 13.001 | 10.922 | 8.843 |

## Relaciones internacionales

### Ciudades hermanadas
- Fushun, China

## Personas ilustres
- Mitsuharu Misawa – luchador